# Os trapezoideum secundarium
Het os trapezoideum secundarium is de naam voor een extra botverdichting gelegen tussen het os trapezium, os trapezoideum en het os metacarpii II in. Het komt bij een klein deel van de bevolking voor. Door een deel van de anatomen wordt het als zelfstandig handwortelbeentje gezien, maar een groot deel denkt dat het als onderdeel van de basis van het tweede middenhandsbeentje moet worden beschouwd.
Op röntgenfoto's wordt een os trapezoideum secundarium soms onterecht aangemerkt als een afwijkend, aangedaan botdeel of als een fractuur.